# Epimestrol
Epimestrol (INN, USAN, BAN) (tên thương hiệu Alene, Stimovul; tên mã phát triển cũ ORG-817), còn được gọi là 3-methoxy-17-epiestriol, là một tổng hợp, steroid estrogen và một ether estrogen và tiền chất của 17-epiestriol. Nó đã được sử dụng như là một thành phần của cảm ứng rụng trứng kết hợp với hormone giải phóng gonadotropin.